# Liste der Monuments historiques in Henvic
Die Liste der Monuments historiques in Henvic führt die Monuments historiques in der französischen Gemeinde Henvic auf.

## Liste der Bauwerke
| Bezeichnung                            | Beschreibung | Standort | Kennzeichnung | Schutzstatus | Datum | Bild           |
| -------------------------------------- | ------------ | -------- | ------------- | ------------ | ----- | -------------- |
| Ehemalige Kirche St-Maudez-Ste-Juvette |              | (Lage)   | PA00090003    | Classé       | 1913  | weitere Bilder |
| Vasque de Lézireur                     |              | (Lage)   | PA00090004    | Inscrit      | 1930  |                |

## Liste der Objekte
- Monuments historiques (Objekte) in Henvic in der Base Palissy des französischen Kultusministeriums